# Zimbabwe na Letnich Igrzyskach Paraolimpijskich 2008
Zimbabwe na Letnich Igrzyskach Paraolimpijskich reprezentowało 2 zawodników.

## Kadra

### Lekkoatletyka
- Elliot Mujaji
- Molene Muza